# أل تي جي باكيم
داني ويليامسون ويعرف أكثر باسمه المستعار إل تي جي باكيم (LTJ Bukem). هو منسق موسيقى ومنتج أسطوانات وموسيقي بريطاني من مواليد 20 سبتمبر 1967 .

## روابط خارجية
- أل تي جي باكيم على موقع ميوزك برينز (الإنجليزية)
- أل تي جي باكيم على موقع ميوزك برينز (الإنجليزية)
- أل تي جي باكيم على موقع ميوزك برينز (الإنجليزية)
- أل تي جي باكيم على موقع أول ميوزيك (الإنجليزية)
- أل تي جي باكيم على موقع أول ميوزيك (الإنجليزية)
- أل تي جي باكيم على موقع أول ميوزيك (الإنجليزية)
- أل تي جي باكيم على موقع ديسكوغز (الإنجليزية)
- أل تي جي باكيم على موقع ديسكوغز (الإنجليزية)
- أل تي جي باكيم على موقع ديسكوغز (الإنجليزية)